# Despot (titel)
Despot (grekiska:δεσπότης, despotēs) är en bysantinsk hovtitel och kan översättas till "herre" på svenska. Titeln användes senare i andra medeltida kungadömen men under ungefär de senaste 200 åren har ordet "despot" fått en negativ betydelse och avser en envåldshärskare.

## Historia
Den ursprungliga användningen av titeln despot kom från Bysans. Den bysantinska kejsaren gav titeln, som var den högsta inom hovet, till sina söner eller svärsöner och var inte ärftlig. Det första beviset för titelns användning finns från kejsar Manuel I Komnenos som gav titeln till sin svärson Bela III av Ungern år 1163.
Efter det fjärde korståget spred sig titeln till flera andra stater som upprättats på tidigare bysantinsk mark. Dessa stater var Serbien, Bulgarien, Latinska riket, Despotatet Epirus, Kejsardömet Trabzon och Despotatet Morea (Peloponnesos). Härskare av Epirus och Serbien bar titeln eftersom de gavs av en kung. Titeln kom då även att förknippas med ett specifikt landområde.
Efter att den siste bysantinske kejsaren Konstantin XI avlidit 1453 blev utnämnandet av despoter oregelbundet. 1465 erhöll Andreas Palaiologos titeln av påven Paulus II och blev de jure rättmättig tronföljare till kejsartiteln i Bysans. Även kungarna av Ungern gav under denna tid titeln till härskarna av Serbien (dagens Vojvodina).